# Jane Hawking
Jane Beryl Hawking (nascida Wilde; St Albans, 29 de março de 1944) é uma autora e educadora inglesa e a ex-esposa de Stephen Hawking.

## Vida pessoal
Hawking é filha de Beryl (nascida Eagleton) e George Wilde. Cresceu em St Albans, Hertfordshire e mais tarde estudou línguas. Casou com Stephen Hawking em 1965, que conheceu através de amigos em comum da faculdade em uma festa na cidade natal mútua deles de St Albans. O casal teve três filhos: Robert nasceu em 1967, Lucy em 1970, e Timothy em 1979. Depois de anos trabalhando na tese de doutorado dela através da Westfield College, foi capaz de alcançar o seu PhD em poesia Espanhola Medieval, em abril de 1981. Jane e Stephen se separaram em 1990, e se divorciaram cinco anos depois; ela então casou com um amigo da família e músico, Jonathan Hellyer Jones. Jane apoiou Stephen através de seus problemas de saúde por anos enquanto ele continuou a trabalhar.

### Vida adulta
Em 1999 escreveu uma autobiografia sobre o casamento dela com Stephen, Music to Move the Stars: A Life with Stephen. Depois que o físico se separou de sua segunda esposa, Elaine, ele e Jane estabeleceram uma relação de trabalho. Em 2007, uma edição bastante atualizada foi publicada sob o título Travelling to Infinity: My Life with Stephen.
Jane mora na Inglaterra com seu segundo marido, Jonathan.

## Trabalhos
- Music to Move the Stars: A Life with Stephen Macmillan Publishers, London 1999 ISBN 0-333-74686-4
- Travelling to Infinity: My Life with Stephen Alma Books 2007 ISBN 1-84688-065-3

## Representação na mídia
Jane Hawking foi representada na televisão por Lisa Dillon em Hawking de 2004. Foi representada no cinema por Felicity Jones no filme de 2014, The Theory of Everything (pelo qual Jones recebeu uma indicação ao Oscar de Melhor Atriz), o qual foi adaptado a partir de suas memórias em Travelling to Infinity: My Life with Stephen.